# 弾指 (数)
弾指（だんし）は、10-17（10京分の1）であることを示す漢字文化圏における数の単位である。瞬息の1/10、刹那の10倍に当たる。国際単位系では0.01フェムトまたは10アトに相当する。
朱世傑『算学啓蒙』（値が異なる）や程大位『算法統宗』に見えるが、現実には使われない。